# 敏雀霸鶲
敏雀霸鶲是霸鶲科的一個物種，可見於玻利維亞、哥倫比亞、厄瓜多及委內瑞拉等國。
敏雀霸鶲生活在安地斯山脈的樹林裡，會在丘竹的莖上使用丘竹的葉子築巢，並會將其他鳥類的羽毛鋪在鳥巢裡面。